# قروفونيات
القروفونيات (الاسم العلمي: Corophiidea) هي رتيبة من المفصليات تتبع طائفة اللينات الدرقة من شعبة المفصليات الأرجل.
هذه الرتيبة غير مقبولة من هيئات تصنيف الأحياء المعتبرة (انظر القروفوناوات (الاسم العلمي: Corophiida)).

## التصنيف
- رتيبة القروفونيات
  - دون رتبة القروفوناوات
    - رتبة صغيرة القروفوسات
      - فوق فصيلة القروفينات
        - فصيلة القروفات
          - أسرة القروفاوات
            - قبيلة القروفاوية
              - جنس القروف